# Look Around
Look Around – trzeci singiel zespołu Red Hot Chili Peppers z wydanego w 2011 albumu I’m with You. Teledysk do utworu został wydany 25 stycznia 2012, na stronie zespołu pojawił się jednak dzień wcześniej. Singla nie wydano na płycie CD.
2 grudnia 2011, perkusista grupy Chad Smith potwierdził, że „Look Around” będzie singlem.
Utwór został wykorzystany w reklamie programu X-Factor.

## Wydania i spis utworów
UK Promo single
1. „Look Around” (Album Version) – 3:28
2. „Look Around” (Radio Edit) – 3:28

## Teledysk
5 grudnia, 2011, Flea poinformował, że zespół skończył nagrywać klip.
Klip pokazuje każdego z członków zespołu w oddzielnym pokoju, który odzwierciedla ich osobowości. W pokoju Kiedisa pojawia się modelka, oraz syn i pies wokalisty. W pokoju Flea pojawia się on i jego przyjaciółka Sandha Khin. Pokojem Smitha jest łazienka, gdzie siedzi na toalecie i gra na perkusji. W pokoju Klinghoffera znajduje się biurko i lampa. Prawie wszystkie rekwizyty pochodzą z kolekcji członków zespołu, np. w pokoju Kiedisa znajduje się zdjęcie przedstawiające jego, Flea i Hillela Slovaka w czasach szkolnych w Fairfax High School.
Reżyserem klipu był Robert Hales.

## Skład
Michael Balzary – gitara basowa
Anthony Kiedis – wokal
Josh Klinghoffer – gitara elektryczna, chórki
Chad Smith – perkusja
Mauro Refosco – instrumenty perkusyjne